# جدی عثمان
جدی عثمان (زاده ۸ آوریل ۱۹۹۵) یک بسکتبالیست حرفه ای ترکیه ای است در تیم کلیولند کاوالیرز از انجمن ملی بسکتبال (NBA) است. او در پست مهاجم ریزتک بازی می‌کند. وی با ابرو شاهین، بازیگر معروف ترکیه در شهر تاریخی اوهرید، شهر  محل تولد جدی عثمان، ازدواج کرد.

## زندگی حرفه ای
عثمان در جمهوری مقدونیه از یک پدر ترک قومی و یک مادر بوسنیایی (از نووی پازار، صربستان) به دنیا آمد. او یک برادر بزرگتر، بنام جانر دارد که او هم بسکتبالیست است. او در سال ۲۰۰۱ بازی با بسکتبال را با تیم‌های جوانان KK Bosna آغاز کرد. در سال ۲۰۰۷، وی پس از عملکرد برجسته خود در KK Bosna به تیم‌های جوانی Anadolu Efes نقل مکان کرد. با توجه به پیشینه پدرانه ترکیه ای، طبق قوانین حق بازگشت ترکیه، شهروند ترکیه شد. وی از آن زمان نیز نماینده تیم ملی بسکتبال ترکیه است.

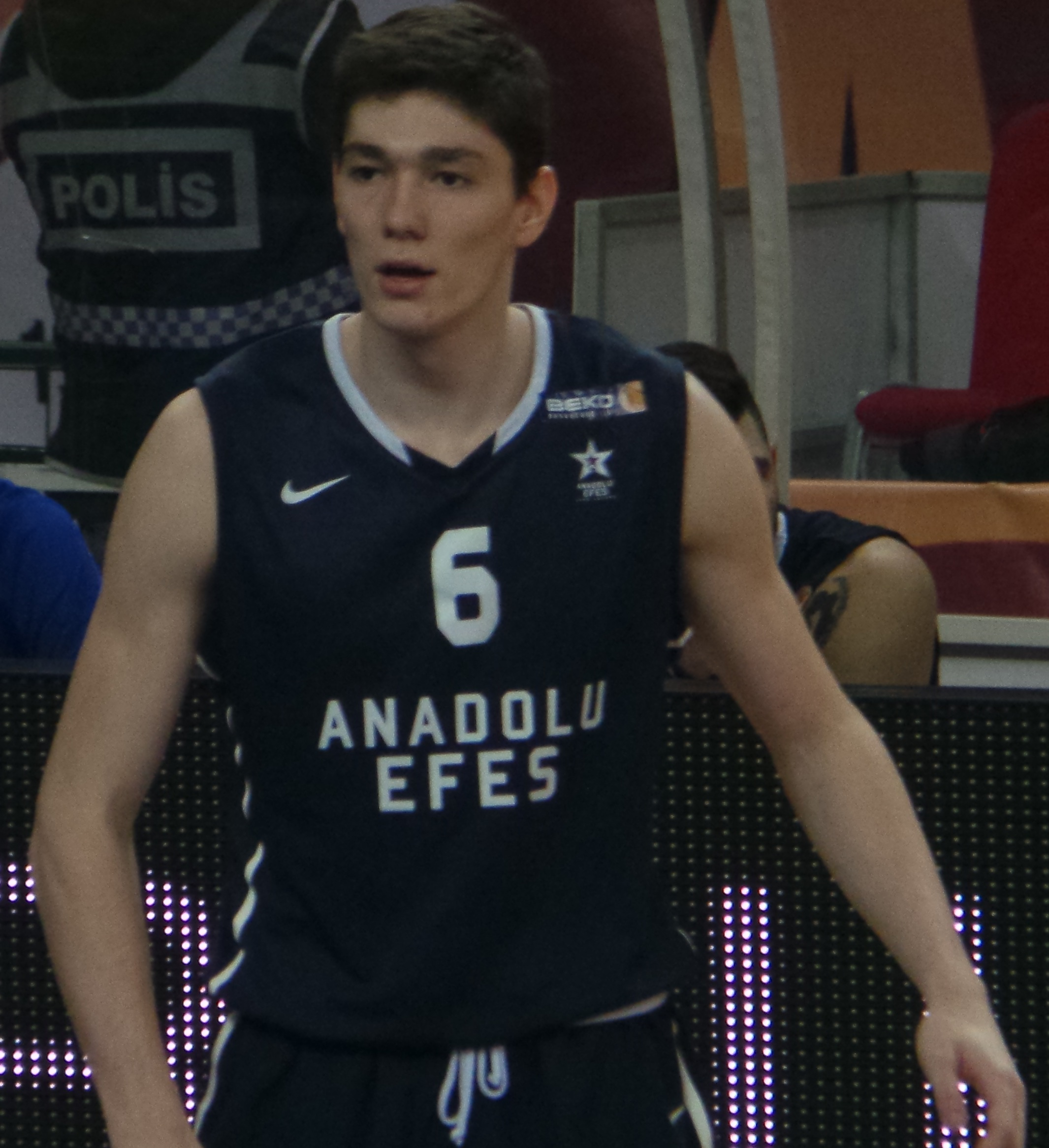
عثمان با Efes در سال ۲۰۱۴

### آنادولو افس
عثمان در سال ۲۰۰۷ با تیم Anadolu Efes قرارداد تیم جوانان را امضا کرد. او برای تیم‌های جوان، ستارگان و جوانان Efes بازی کرد. او قرض داده برای فصل ۲۰۱۱–۱۲ به ۲ لایه سطح ترکیه TB2L تیم، Pertevniyal، که در آن زمان بود تیم مزرعه از خدا Efes. در تابستان سال ۲۰۱۲، عثمان با تیم ارشد آنادولو Efes قرارداد حرفه ای امضا کرد.

### NBA
در ۲۵ ژوئن ۲۰۱۵، عثمان با انتخاب سی و یکمین دوره انتخابی سراسری NBA 2015، توسط مینسوتا تیمبرولولز انتخاب شد. حقوق پیش نویس وی، همراه با موارد مربوط به کریسمس Rakeem و پیش نویس آینده، سپس در ازای دریافت پیش نویس حقوق Tyus Jones در همان شب، به Cleveland Cavaliers داد و ستد شد.
در ۱۸ ژوئیه سال ۲۰۱۷، عثمان با کلیولند کاوالیرز به امضا رسید. در ۹ فوریه ۲۰۱۸، عثمان با پیروزی ۱۲۳–۱۰۷ کاوالیرز مقابل آتلانتا هاوکس ۳۸ دقیقه بازی کرد. وی در حالی که ۶ ریباند، ۵ پاس گل و ۳ دزد داشت، در ۶ تیر از ۹ گل ۱۶ امتیاز کسب کرد. کاوالیرز آن را به فینال NBA 2018 رساند، اما ۴–۰ با گلدن استریت واریورز از دست داد.
در تاریخ ۲۵ ژانویه سال ۲۰۱۹ در یک شکست ۱۰۰–۹۴ به میامی هیت، عثمان ۲۹ امتیاز کسب کرد. چهار روز بعد، عثمان به عنوان عضوی از مسابقات Rising Stars Challenge به عضویت تیم جهانی درآمد.

### تیم ملی نوجوانان ترکیه
عثمان عضو تیم‌های ملی نوجوانان ترکیه بود. وی در مسابقات زیر با تیم‌های ملی نوجوانان ترکیه بازی کرد: مسابقات قهرمانی زیر ۱۶ سال FIBA اروپا در سال ۲۰۱۱، مسابقات قهرمانی زیر ۱۸ سال FIBA اروپا در اروپا، مسابقات آلبرت شویتزر ۲۰۱۲، که در آن مدال برنز کسب کرد و به عنوان با استعدادترین بازیکن شناخته شد، مسابقات قهرمانی زیر ۱۸ سال FIBA اروپا در سال ۲۰۱۳، که در آن او یک مدال طلا کسب کرد، و در مسابقات قهرمانی زیر ۲۰ سال FIBA اروپا، جایی که او نیز یک مدال طلا کسب کرد، و به تیم آل تورنومنت معرفی شد و به عنوان MVP انتخاب شد.

### تیم ملی بزرگسالان ترکیه
عثمان پس از بازی با تیم‌های ملی نوجوانان ترکیه، عضو تیم ارشد بسکتبال مردان ترکیه شد. با تیم ملی ارشد ترکیه، وی در مسابقات جام جهانی بسکتبال FIBA 2014، یوروباسکت ۲۰۱۵ و مسابقات مقدماتی انتخابی المپیک جهانی مانیل 2016 FIBA بازی کرده‌است.

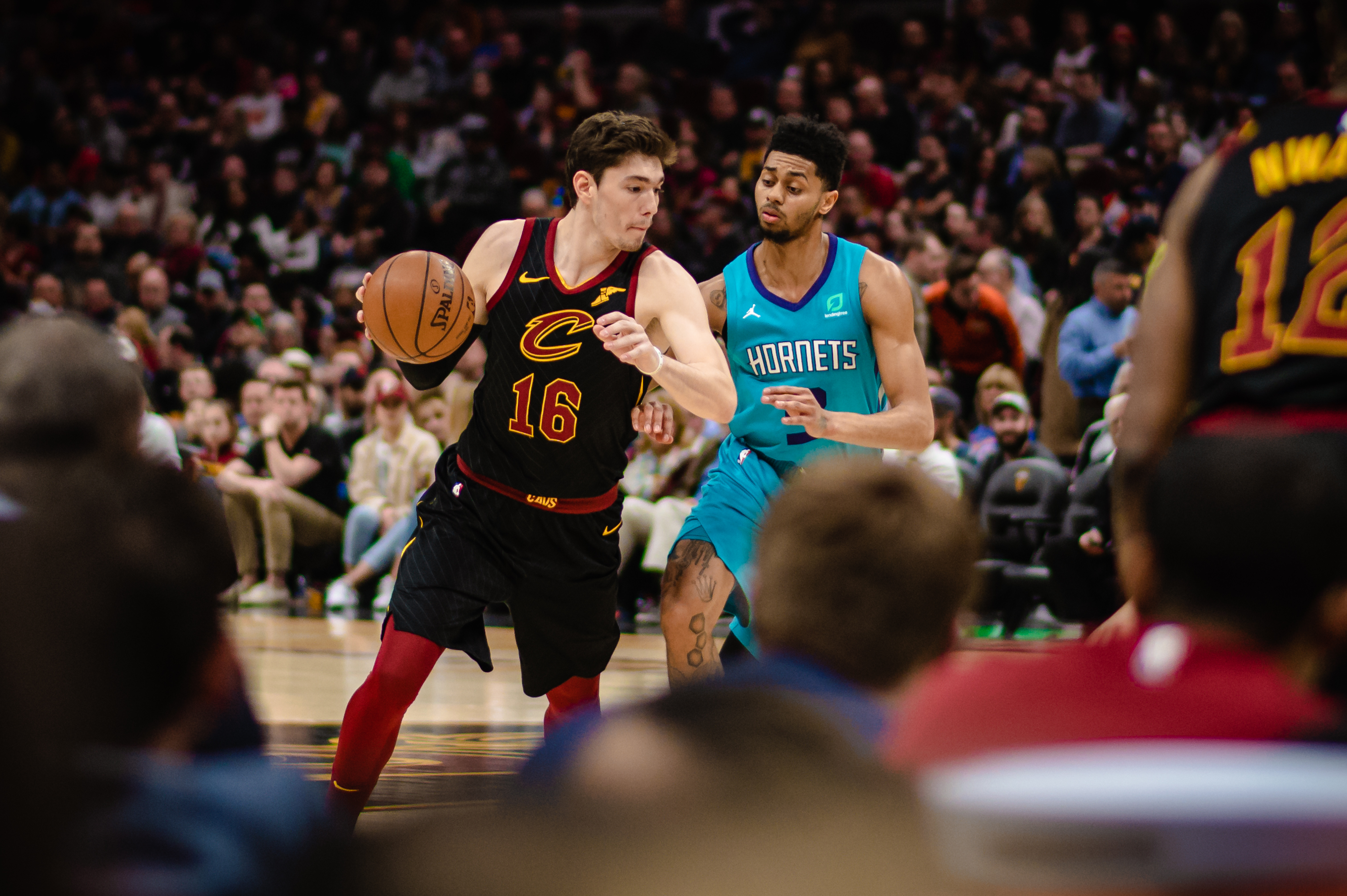
عثمان در آوریل ۲۰۱۹ توسط جرمی لامب دفاع شد